# Bactrocera digressa
Bactrocera digressa
 es una especie de díptero que Chandrasekharamenon Radhakrishnan describió por primera vez en 1999. Bactrocera digressa pertenece al género Bactrocera de la familia Tephritidae.